# Amanecer (periódico)
Amanecer fue un periódico español publicado en Zaragoza entre 1936 y 1979.

## Historia
El diario Amanecer fue fundado en agosto de 1936, tras el estallido de la Guerra Civil Española. Su primer número apareció el 11 de agosto de 1936, bajo el subtítulo de «Diario nacional-sindicalista». Se editó inicialmente en las instalaciones del Diario de Aragón, que al comienzo de la contienda había sido incautado por Falange. En sus primeros tiempos estuvo dirigido por el periodista e historiador falangista Maximiano García Venero. Posteriormente, el diario se convirtió en propiedad de FET y de las JONS, y durante la Dictadura franquista pasó a integarse en la llamada «Prensa del Movimiento».
No obstante, Amanecer nunca tuvo unas ventas muy elevadas entre la población. A mediados de la década de 1970 era uno de los diarios más deficitarios de la cadena de Prensa del Movimiento —para entonces tenía unas pérdidas acumuladas de casi veinticinco millones de pesetas—, situación que hizo que ya en 1975 se propusiera su cierre. Tras la muerte de Franco pasó a incorporarse al ente estatal Medios de Comunicación Social del Estado (MCSE), pero la situación siguió empeorando. Para 1979 acumulaba unas pérdidas de casi sesenta y seis millones de pesetas, y su tirada diaria era de sólo 2267 ejemplares. Esta situación llevó al gobierno a decretar su cierre a mediados de 1979.

## Directores
Por la dirección del periódico pasaron Maximiano García Venero, Ubaldo Pozas Vidal, Casimiro Romero Porta, Luis Climent Cicujano, José Fernández Aguirre, Maximino Sastre del Blanco, Dámaso Santos, Ulpiano Vigil-Escalera, Francisco Villalgordo Montalbán, Ignacio Catalán, Antonio Muñoz Mompeón, y Ángel Bayod Monterde.